# Preggers
Preggers es el cuarto episodio de la serie de televisión estadounidense Glee. El episodio se estrenó en la cadena Fox el 23 de septiembre de 2009, y fue escrito y dirigido por el productor ejecutivo Brad Falchuk. "Preggers" muestra al miembro del club Kurt (Chris Colfer) unirse al equipo de fútbol y admitir su homosexualidad a su padre, Burt (Mike O'Malley). A la animadora Quinn (Dianna Agron) descubrir que está embarazada y le dice a su novio Finn (Cory Monteith) que el bebé es suyo, cuando en realidad el padre es su mejor amigo Puck (Mark Salling). Los profesores Sue Sylvester (Jane Lynch) y Sandy Ryerson (Stephen Tobolowsky) se unen en un esfuerzo por derrocar al club Glee, alejando a una desilusionada Rachel (Lea Michele), que se enfurece cuando el director del club Will (Matthew Morrison) se niega a adjudicarle una canción en solitario.
«Preggers» cubre las interpretaciones de baile de la canción «Single Ladies (Put a Ring on It)» de la estadounidense Beyoncé Knowles. La canción Taking Chances fue lanzada como sencillo, disponible para descarga digital y como parte del álbum Glee: The Music, Volume 1. La escena en la que Kurt le revela a su padre su sexualidad se basaba en la experiencia personal del creador de la serie Ryan Murphy. La intención de Murphy era alejarse de los espectáculos anteriores en los que ha trabajado en que los personajes gay no se les ha dado un final feliz, al permitir a Kurt tener éxito y ser aceptado.
El episodio fue visto por más de 6 millones de espectadores en Estados Unidos y recibió críticas mixtas de los críticos.

## Sinopsis
El padre de Kurt lo encuentra practicando Single Ladies (Put a Ring on It), de Beyoncé, con unas compañeras. En un enmarañado engaño improvisado, le dicen que entrará en el equipo de fútbol americano. Sandy y Sue se unen para intentar eliminar al Club Glee y así llevar a cabo sus planes de desintegrarlo. Rachel (Lea Michele) siente que su talento está siendo marginado, reemplaza el club por una participación en un musical dirigido por Sandy, pero Will la convence de que vuelva, lo cual Rachel hace. Mientras tanto, la relación de Quinn y Finn es puesta a prueba cuando reciben una noticia que les cambia la vida: Quinn, que precedía las reuniones de Club del Celibato, está embarazada. Pero lo que Finn no sabe es que el bebé que espera es de Puck. Kurt demuestra una insospechada habilidad en el campo de juego y termina confesándole a su padre que es homosexual. Finalmente, Puck, Mike y Matt se unen al Club Glee. El solo que Rachel quería -ya que Will (Matthew Morrison) en un principio se lo había dado a Tina (Jenna Ushkowitz), lo que causa que Rachel vea que su talento está siendo vulnerado-, Will lo otorga de nuevo a Tina, lo que causa que Rachel renuncie al Club Glee y entre al musical de Sandy.

## Producción
«Preggers» fue escrito y dirigido por el cocreador y productor ejecutivo de Glee Brad Falchuk. Kurt Fuller apareció como estrella invitada. El episodio cuenta con las presentaciones de «Taking Chances» de Celine Dion y «Tonight» de West Side Story. Single Ladies (Put a Ring on It) de Beyoncé Knowles también fue presentada, pero solo su coreografía. El personaje de Kurt realiza la primera presentación de Single Ladies (Put a Ring on It) junto al personaje regular (permanente/principal de la serie) Tina (Jenna Ushkowitz) y el personaje recurrente (secundario de la serie) Brittany (Heather Morris). Morris fue una de las bailarinas de Beyoncé. La canción «Taking Chances» fue lanzada como sencillo, disponible para descarga digital, y apareció en el álbum Glee: The Music, Volume 1. La canción llegó al número 79 en Australia, 73 en Canadá y 71 en los Estados Unidos.

## Recepción

### Audiencia
"Preggers" fue visto por 6,64 millones de televidentes de los Estados Unidos y alcanzó una calificación de 3.1/8 en el grupo demográfico de 18-49. Fue el vigésimo segundo programa más visto en Canadá durante la semana de emisión, con 1.39 millones de espectadores. En el Reino Unido, el episodio fue visto por 1.804 millones de espectadores (1.397 millones en E4, y 407,000 en Cambio de hora), convirtiéndose en el programa más visto en E4 y E4 + 1 de la semana, y el programa más visto por cable para la semana, así como el episodio más visto de la serie en ese momento.

### Críticas
El episodio recibió críticas mixtas de críticos, Shawna Malcom para Los Angeles Times revisó el episodio positivamente, alabando la actuación del equipo de fútbol del baile "Single Ladies" y la relación de Kurt con su padre.  Malcom también comentó positivamente sobre el rápido ritmo del programa; sin embargo, Mike Hale del New York Post fue menos favorable, considerando el episodio "saturado de historias". Sintió que los personajes claves no recibían suficiente tiempo de grabación, y eso: "Había tanta exposición en marcha que no parecía haber mucho espacio para las risas".
Tim Stack para Entertainment Weekly escribió que, aunque el baile en el episodio fue divertido, "Preggers" carecía de "grandes momentos en el nivel de canto, aparte de la actuación de Rachel de "Taking Chances". Consideró que el embarazo de Quinn era "un buen giro dramático", pero esperaba que no fuera una historia duradera. Eric Goldman de IGN calificó el episodio 8.8 de 10. Llamó a la actuación de "Single Ladies" "un momento memorable para la televisión", y escribió que el embarazo de Quinn era una "trama muy telenovela", sin embargo comentó: "afortunadamente Glee es el tipo de demuéstralo para manejarlo con humor".
James Poniewozik para Time consideró que Kurt salió "bellamente manejado", comentando: "el hecho de que papá (Mike O'Malley, quien resultó ser un actor de muy buen carácter) termine siendo el patan que creemos que va a ser es una de las primeras señales de que Glee está creciendo como una serie, que habiendo establecido un mundo de estereotipos de color primario, ahora está dispuesto a subvertir esas expectativas ". Raymund Flandez de The Wall Street Journal criticó las acciones de Rachel en el episodio, y sintió que: "Rachel se ha vuelto insoportable. Los desacuerdos con el Sr. Schue sobre su propio desarrollo como una amenaza triple genuina la han calificado como una prima donna dominante para el resto de Glee".
La unión cómica de Sue y Sandy atrajo algunos elogios, con Stack considerándolos "los mejores villanos de la historia". Goldman dijo: "Tobolowsky es excelente en este papel, ya que Sandy se las arregla para hacer que todo lo que dice [...] suene increíblemente perturbador". Hale criticó a Lynch como Sue, sin embargo, escribiendo que dio una "nota única" rendimiento ", lo que sugiere que ella había sido mal interpretada en el papel.